# Desterrament

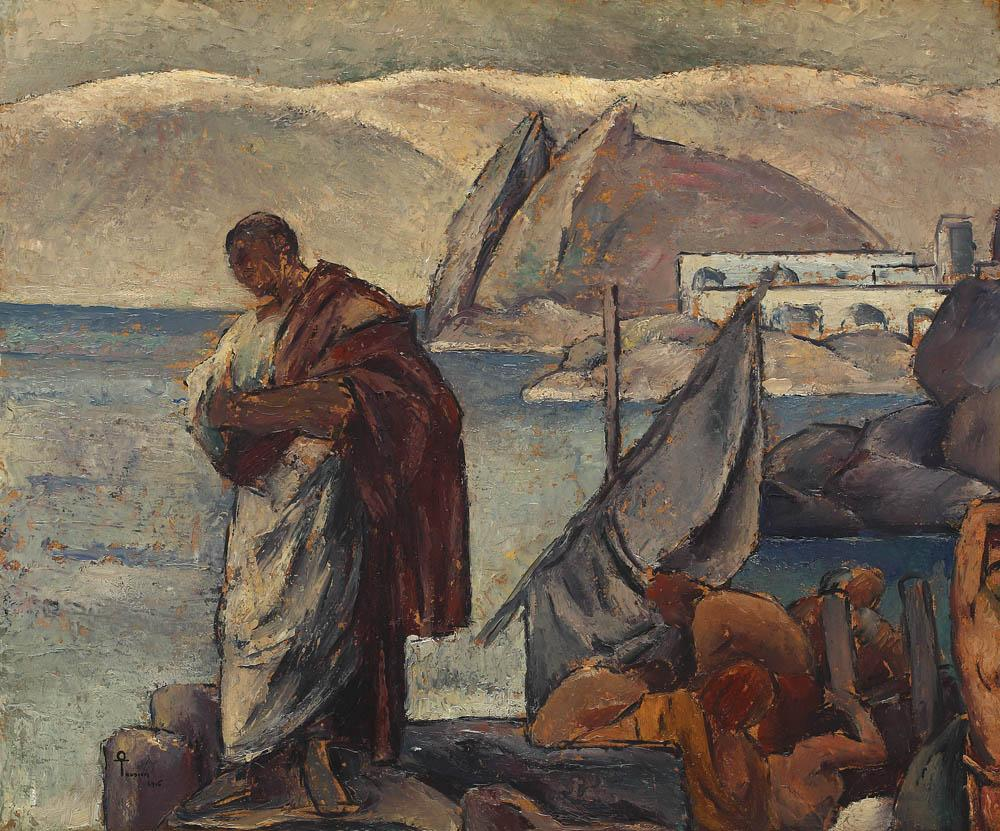
Ovidiu în exil d'Ion Theodorescu-Sion, que retrata el desterrament al qual va ser condemnat el poeta romà Ovidi per motius obscurs.

El  desterrament  és un tipus de pena que un Estat pot imposar a una persona per haver comès un delicte o una malifeta. Consisteix a expulsar algú d'un lloc o d'un territori determinat (que normalment és el territori fins on s'estén la sobirania de qui imposa el càstig).
Antigament, era una pena molt comuna, i s'utilitzava com la pena immediatament inferior a la pena de mort. Tanmateix, era normal que l'incompliment de la pena de desterrament se sancionés amb la mort.
En l'actualitat l'aplicació d'aquesta pena és molt més difícil. El principal problema és que el país de destínació no acceptar el desterrat.

## Desterraments famosos
- Lluis Colom i Rojas, I duc de Veragua, títol de 1556, així com el de Marquès de Jamaica, mort a l'exili a Orà, ara a Algèria, el 1573, acusat de poligàmia, germà d'Isabel Colom i Rojas, casada (circa 1515) Jorge de Portugal i Melo I Comte de Gelves.Tots dos "Colom", Isabel i Luis, procedien del matrimoni de Diego Colom i Moniz Perestrello (n. 1474, a l'illa de Porto Santo, Madeira -possessió portuguesa a l'Atlàntic- i m. febrer 1526, a Puebla de Montalbán, Toledo, Espanya) amb la coneguda com Maria de Toledo i Rojas, (n. 1490, m. 11 maig 1549)[2]
- Joan d'Ulm -president del parlament de Tolosa- acusat de falsedat en un procés fou condemnat el 1536 a multa honorària i a desterrament fora del regne.[3]